# Perilica rublja
Perilica rublja ili stroj za pranje rublja je mehanički uređaj koji služi za pranje rublja: odjevnih predmeta, posteljine, ručnika itd. Ovaj naziv koristi se za strojeve koje rabe vodu kao osnovno sredstvo za pranje, za razliku recimo od suhog pranja ili kemijskog čišćenja gdje se rabe razne kemikalije, ili recimo kod pranja ultrazvukom. Jedan od prvih izumitelja perilice rublja na paru jest Hrvat Petar Mišković. Izumio ju je i tako svojim kolegama rudarima prao odjeću i zarađivao. Tome je izumu pridonijela njegova žena Stane koreći ga kako treba izrađivati korisne stvari. Treba napomenuti da on samu ideju nije popularizirao.
Danas se perilice služe i bioaktivnim namakanjem rublja uz upotrebu odgovarajućih deterdženta, održavanjem stalne temperature vode.
Također postoje i perilice koje peru i suše rublje (sušilice). 